# 钟启权
钟启权（1942年—），广东蕉岭人，汉族，中华人民共和国政治人物、第十一届全国人民代表大会广东地区代表。
毕业于北京工商管理专科学校计划专业，是中共党员。担任广东省人大常委会副主任。2008年起担任全国人大代表。